# The Empty Sleeve
The Empty Sleeve è un cortometraggio muto del 1914 diretto e interpretato da Tom Santschi.

## Produzione
Il film fu prodotto dalla Selig Polyscope Company.

## Distribuzione
Distribuito dalla General Film Company, il film - un cortometraggio in una bobina - uscì nelle sale cinematografiche statunitensi il 1º luglio 1914.